# Niles, New York
Niles är en kommun (town) i Cayuga County i den amerikanska delstaten New York i USA. Kommunen hade år 2010 1 194 invånare. Den har enligt United States Census Bureau en area på 112,3 km².